# Cody Miller
Cody Miller (* 9. Januar 1992 in Billings) ist ein US-amerikanischer Schwimmer. Bei den Olympischen Sommerspielen 2016 wurde er mit der Staffel Olympiasieger über 4 × 100 m Lagen.

## Karriere
Bei den Kurzbahnweltmeisterschaften 2014 trat Miller in vier Wettbewerben im Finale an. In Staffelwettbewerben gewann er Silber über 4 × 100 m Lagen und Bronze über 4 × 50 m Lagen. Mit der Mixed-Staffel erreichte er über 4 × 50 m Lagen den vierten Platz und im Finale über 100 m Brust den achten Platz.
Bei den Olympischen Sommerspielen 2016 stellte er im Finale über 4 × 100 m Lagen zusammen mit Ryan Murphy, Michael Phelps und Nathan Adrian einen neuen olympischen Rekord auf. Im Finale über 100 m Brust gewann er darüber hinaus mit einem neuen nationalen Rekord die Bronzemedaille.
Bei den Schwimmweltmeisterschaften 2017 gewann Miller durch die Teilnahme am Vorlauf Gold mit der 4 × 100-m-Lagenstaffel. Er nahm ebenfalls am Finale über 100 m Brust teil, in dem er den fünften Platz erreichte.